# Свети Иван (Опртаљ)
Свети Иван (до 1991. Иван, хрв. Sveti Ivan, итал. San Giovanni) је насељено место у општини Опртаљ, Истарска жупанија, Хрватска.

## Историја
До територијалне реорганизације у Хрватској био је у саставу старе општине Бује.

## Становништво
У попису становништва из 2011. године, Свети Иван је имао 41 становника.
| Број становника према пописима | Број становника према пописима | Број становника према пописима | Број становника према пописима | Број становника према пописима | Број становника према пописима | Број становника према пописима | Број становника према пописима | Број становника према пописима | Број становника према пописима | Број становника према пописима | Број становника према пописима | Број становника према пописима | Број становника према пописима | Број становника према пописима | Број становника према пописима |
| ------------------------------ | ------------------------------ | ------------------------------ | ------------------------------ | ------------------------------ | ------------------------------ | ------------------------------ | ------------------------------ | ------------------------------ | ------------------------------ | ------------------------------ | ------------------------------ | ------------------------------ | ------------------------------ | ------------------------------ | ------------------------------ |
| 1857                           | 1869                           | 1880                           | 1890                           | 1900                           | 1910                           | 1921                           | 1931                           | 1948                           | 1953                           | 1961                           | 1971                           | 1981                           | 1991                           | 2001                           | 2011                           |
| 0                              | 0                              | 196                            | 208                            | 206                            | 229                            | 0                              | 0                              | 204                            | 176                            | 110                            | 69                             | 57                             | 52                             | 39                             | 41                             |

Напомена: До 1961 исказивано под именом Свети Иван, а од 1971. до 1991. године под именом Иван. Године 1857, 1869, 1921 и 1931. године подаци су садржани у насељу Опртаљ.